# USS LST-345
O USS LST-345 foi um navio de guerra norte-americano da classe LST que operou durante a Segunda Guerra Mundial.